# Juliano de Cós
Juliano de Cós, (século V) nascido na Itália e educado em Roma, foi um legado do papa Leão I, representando-o no concílio de Calcedônia, em 451. Sua atuação foi controversa, pois defendeu a tese de Anatólio, bispo de Constantinopla, que reivindicava a primazia de sua sede episcopal. Após o concílio, foi "representante papal na corte imperial, ocupado também na tradução dos atos sinodais".
Sua atuação como representante papal é uma das primeiras em que oficialmente está assinalado o duplo papel do Vaticano no direito internacional: institucionalmente religioso e como ente estatal. Em sua participação ao final do Concílio, recebeu do papa duas credenciais: uma para representá-lo junto ao Patriarca Anatólio e outra junto ao Imperador Marciano.
Não há informações sobre sua morte.